# 前221年
| 千纪： | 前1千纪 |
| 世纪： | 前4世纪 \| 前3世纪 \| 前2世纪                                                                                         |
| 年代： | 前250年代 \| 前240年代 \| 前230年代 \| 前220年代 \| 前210年代 \| 前200年代 \| 前190年代                               |
| 年份： | 前226年 \| 前225年 \| 前224年 \| 前223年 \| 前222年 \| 前221年 \| 前220年 \| 前219年 \| 前218年 \| 前217年 \| 前216年 |
| 纪年： | 秦始皇二十六年；齐王建四十四年；衛君角二十一年                                                                        |

## 大事记

### 中國
- 秦滅齊之戰，齊國不戰而降，统一中國。
- 秦王嬴政自稱皇帝，后世称秦始皇，開始了中國兩千多年的君主專制。
- 秦始皇分天下為三十六郡，郡置守、尉、監。
- 秦收天下兵器聚咸陽，銷以為鐘鐻、金人十二，重各千石，置宮廷中。統一度量衡。徙天下豪傑十二萬戶到咸陽。

## 逝世
- 齊王建，戰國時代田齊的末代君主。
- 安提柯三世，安提柯王朝的馬其頓國王。
- 贝勒尼基二世，埃及王后。